# Vincenc Tiebl
Vincenc Tiebl, uváděn též jako Čeněk Tiebl (4. července 1852 Horní Ptice (jiný dokument uvádí místo narození Chrbiny u Unhoště) – 26. února 1909 Tábor), byl rakouský a český stavební podnikatel a politik, na počátku 20. století poslanec Českého zemského sněmu.

## Biografie
Vystudoval reálku a absolvoval technická studia v Praze. V roce 1881 se stal inženýrem-asistentem u táborské stavební firmy Hozák a podílel se na stavbě tabákové továrny. Později získal koncesi a byl samostatným stavitelem v jihočeském Táboře. Po 12 let zasedal v táborském obecním zastupitelstvu. Byl dlouholetým členem českobudějovické obchodní a živnostenské komory. V letech 1896–1904 byl i jejím prozatímním prezidentem a od roku 1905 viceprezidentem.
Na počátku století se zapojil i do zemské politiky. V volbách v roce 1908 byl zvolen do Českého zemského sněmu v kurii obchodních a živnostenských komor, obvod České Budějovice. Politicky se uvádí coby člen mladočeské strany. Kvůli obstrukcím se ovšem sněm po roce 1908 ve svém plénu fakticky nescházel.
Byl členem zemské živnostenské komise a místopředsedou kuratoria české obchodní školy v Českých Budějovicích.
Zemřel v únoru 1909. Pohřben byl v Táboře.